# Dezső Novák
Pour les articles homonymes, voir Novak.
Dans le nom hongrois Novák Dezső, le nom de famille précède le prénom, mais cet article utilise l’ordre habituel en français Dezső Novák, où le prénom précède le nom.
Dezső Novák est un joueur de football hongrois, né le 3 février 1939 à Ják, et mort le 26 février 2014.

## Biographie
Il occupe le poste d'arrière droit (préférentiellement) ou centre, en sélection nationale et dans son club unique du Ferencváros Torna Club, dont il est également l'entraîneur en 1973, de 1980 à 1983, et de 1994 à 1996.
Il est le seul joueur triple médaillé olympique dans sa discipline.
Il connaît également une certaine activité dans le domaine de l'espionnage, sous le pseudonyme de « Nemere » de 1963 à 1983.

## Palmarès (joueur)

### Équipe nationale
- Meilleur buteur du championnat d'Europe en 1964 (avec un Espagnol, et son compatriote Ferenc Bene) (2)
- Champion olympique en 1964 et 1968 (seul joueur de la sélection magyare ayant réussi ce doublé)
- 3e du Championnat d'Europe des Nations en 1964 (marquant deux buts dans la petite finale)
- Médaille de bronze aux Jeux olympiques en 1960
- 9 sélections et 3 buts entre 1959 et 1968

### Club
- Coupe des villes de foire en 1965
- Finaliste de la Coupe des villes de foire en 1968
- Champion de Hongrie en 1963, 1964, 1967 et 1968
- Coupe de Hongrie en 1972
- 250 matchs en 1re division hongroise avec Ferencváros

## Palmarès (entraîneur)
- Champion de Hongrie en 1981, 1995 et 1996
- Coupe de Hongrie en 1995